# الکساندر اسمیرنوف (بازیکن فوتبال، زاده ۱۹۹۶)
الکساندر اسمیرنوف (روسی: Александр Петрович Смирнов؛ زادهٔ ۱۲ آوریل ۱۹۹۶) بازیکن فوتبال اهل روسیه است.
از باشگاه‌هایی که در آن بازی کرده‌است می‌توان به باشگاه فوتبال لوکوموتیو مسکو اشاره کرد.